# Prémio Screen Actors Guild 2004
A 10.ª edição dos Prémios Screen Actors Guild foi apresentada em Los Angeles em 22 de fevereiro de 2004.

## Indicados e vencedores

### Filme
| Melhor Ator principal - Johnny Depp – Pirates of the Caribbean: The Curse of the Black Pearl como Capitão Jack Sparrow - Peter Dinklage – The Station Agent como Finbar McBride - Ben Kingsley – House of Sand and Fog como Massoud Amir Behrani - Sean Penn – Mystic River como Jimmy Markum - Bill Murray – Lost in Translation como Bob Harris | Melhor Atriz principal - Charlize Theron – Monster como Aileen Wuornos - Patricia Clarkson – The Station Agent como Olivia Harris - Diane Keaton – Something's Gotta Give como Erica Jane Barry - Naomi Watts – 21 Grams como Cristina Peck - Evan Rachel Wood – Thirteen como Tracy Louise Freeland |
| Melhor Ator secundário - Tim Robbins – Mystic River como Dave Boyle - Alec Baldwin – The Cooler como Shelly Kaplow - Chris Cooper – Seabiscuit como Tom Smith - Benicio del Toro – 21 Grams como Jack Jordan - Ken Watanabe – The Last Samurai como Moritsugu Katsumoto | Melhor Atriz secundária - Renée Zellweger – Cold Mountain como Ruby Thewes - Maria Bello – The Cooler como Natalie Belisario - Holly Hunter – Thirteen como Melanie Freeland - Patricia Clarkson – Pieces of April como Joy Burns - Keisha Castle-Hughes – Whale Rider como Paikea Apirana           |
| Melhor Elenco - The Lord of the Rings: The Return of the King – Sean Astin, Sean Bean, Cate Blanchett, Orlando Bloom, Billy Boyd, Bernard Hill, Ian Holm, Ian McKellen, Dominic Monaghan, Viggo Mortensen, John Noble, Miranda Otto, John Rhys-Davies, Andy Serkis, Liv Tyler, Karl Urban, Hugo Weaving, David Wenham e Elijah Wood - In America – Emma Bolger, Sarah Bolger, Paddy Considine, Djimon Hounsou e Samantha Morton - Mystic River – Kevin Bacon, Laurence Fishburne, Marcia Gay Harden, Laura Linney, Sean Penn e Tim Robbins - Seabiscuit – Elizabeth Banks, Jeff Bridges, Chris Cooper, William H. Macy, Tobey Maguire e Gary Stevens - The Station Agent – Paul Benjamin, Bobby Cannavale, Patricia Clarkson, Peter Dinklage, Raven Goodwin e Michelle Williams | |

### Televisão
| Melhor Ator em minissérie ou filme para televisão - Al Pacino – Angels in America (HBO) como Roy Cohn - Justin Kirk – Angels in America (HBO) como Prior Walter / Leatherman no parque - Paul Newman – Our Town (Showtime) como Stage Manager - Forest Whitaker – Deacons for Defense (Showtime) como Marcus Clay - Jeffrey Wright – Angels in America (HBO) como Mr. Lies / Norman "Belize" Ariaga / Mendigo / O Anjo da Europa | Melhor Atriz em minissérie ou filme para televisão - Meryl Streep – Angels in America (HBO) como Hannah Pitt / Rabino / Ethel Rosenberg / O Anjo da Austrália - Anne Bancroft – The Roman Spring of Mrs. Stone (Showtime) como Contessa - Helen Mirren – The Roman Spring of Mrs. Stone (Showtime) como Karen Stone - Mary-Louise Parker – Angels in America (HBO) como Harper Pitt - Emma Thompson – Angels in America (HBO) como Enfermeira Emily / Mulher sem teto / O Anjo da América |
| Melhor Ator em série dramática - Kiefer Sutherland – 24 (Fox) como Jack Bauer - Peter Krause – Six Feet Under (HBO) como Nate Fisher - Martin Sheen – The West Wing (NBC) como Josiah "Jed" Bartlet - Treat Williams – Everwood (The WB) como Andrew "Andy" Brown - Anthony LaPaglia – Without a Trace (CBS) como Jack Malone | Melhor Atriz em série dramática - Frances Conroy – Six Feet Under (HBO) como Ruth Fisher - Stockard Channing – The West Wing (NBC) como Abigail "Abbey" Bartlet - Tyne Daly – Judging Amy (CBS) como Maxine Gray - Jennifer Garner – Alias (ABC) como Sydney Bristow - Mariska Hargitay – Law & Order: Special Victims Unit (NBC) como Det. Olivia Benson - Allison Janney – The West Wing (NBC) como C. J. Cregg                                                                         |
| Melhor Ator em série de comédia - Tony Shalhoub – Monk (USA Network) como Adrian Monk - Peter Boyle – Everybody Loves Raymond (CBS) como Frank Barone - Brad Garrett – Everybody Loves Raymond (CBS) como Robert Barone - Ray Romano – Everybody Loves Raymond (CBS) como Ray Barone - Sean Hayes – Will & Grace (NBC) como Jack McFarland | Melhor Atriz em série de comédia - Megan Mullally – Will & Grace (NBC) como Karen Walker - Patricia Heaton – Everybody Loves Raymond (CBS) como Debra Barone - Lisa Kudrow – Friends (NBC) como Phoebe Buffay - Debra Messing – Will & Grace (NBC) como Grace Adler - Doris Roberts – Everybody Loves Raymond (CBS) como Marie Barone |
| Melhor Elenco em série dramática - Six Feet Under (HBO) – Lauren Ambrose, Frances Conroy, Ben Foster, Rachel Griffiths, Michael C. Hall, Peter Krause, Peter Macdissi, Justina Machado, Freddy Rodriguez, Mathew St. Patrick, Lili Taylor e Rainn Wilson - CSI: Crime Scene Investigation (CBS) – Gary Dourdan, George Eads, Jorja Fox, Paul Guilfoyle, Robert David Hall, Marg Helgenberger, William Petersen e Eric Szmanda - Law & Order (NBC) – Jesse L. Martin, S. Epatha Merkerson, Jerry Orbach, Elisabeth Röhm, Fred Thompson e Sam Waterston - The West Wing (NBC) – Stockard Channing, Dulé Hill, Allison Janney, Joshua Malina, Janel Moloney, Richard Schiff, Martin Sheen, John Spencer e Bradley Whitford - Without a Trace (CBS) – Eric Close, Marianne Jean-Baptiste, Anthony LaPaglia, Poppy Montgomery e Enrique Murciano | |
| Melhor Elenco em série de comédia - Sex and the City (HBO) – Kim Cattrall, Kristin Davis, Cynthia Nixon e Sarah Jessica Parker - Everybody Loves Raymond (CBS) – Peter Boyle, Brad Garrett, Patricia Heaton, Doris Roberts, Ray Romano e Madylin Sweeten - Frasier (NBC) – Peri Gilpin, Kelsey Grammer, Jane Leeves, John Mahoney e David Hyde Pierce - Friends (NBC) – Jennifer Aniston, Courteney Cox, Lisa Kudrow, Matt LeBlanc, Matthew Perry e David Schwimmer - Will & Grace (NBC) – Sean Hayes, Eric McCormack, Debra Messing e Megan Mullally | |

### Prémio Screen Actors Guild Life Achievement
- Karl Malden